# Wolterstorffina
A Wolterstorffina a kétéltűek (Amphibia) osztályába, a békák (Anura) rendjébe és a varangyfélék (Bufonidae) családjába tartozó nem.

## Előfordulása
A nembe tartozó fajok Nigériában és Kamerunban honosak.

## Rendszerezés
A nembe az alábbi fajok tartoznak:
- Wolterstorffina chirioi Boistel & Amiet, 2001
- Wolterstorffina mirei (Perret, 1971)
- Wolterstorffina parvipalmata (Werner, 1898)